# Gradów (Wikcinek)
Gradów – część wsi Wikcinek w Polsce, położona w województwie mazowieckim, w powiecie sochaczewskim, w gminie Nowa Sucha.
W latach 1975–1998 Gradów położony był w województwie skierniewickim. 
Znajduje się tu ośrodek hodowli zwierzyny należący do Polskiego Związku Łowieckiego. Na północ od wsi po prawej stronie drogi z Suchej do Orłowa znajduje się bezimienna mogiła żołnierzy poległych w I wojnie światowej.

## Zabytki
- neorenesansowy dwór z 1880 roku, w 1945 zniszczony, odbudowywany w latach sześćdziesiątych. Obiekt leży na lewym brzegu rzeki Suchej i otoczony jest parkiem

## Urodzeni w Gradowie
- Adolf Łączyński – polski polityk, działacz społeczny, powstaniec listopadowy i właściciel ziemski, przeciwnik powstania styczniowego[6].